# Brevitrygon walga
Brevitrygon walga is een vissensoort uit de familie van de pijlstaartroggen (Dasyatidae). De wetenschappelijke naam van de soort is voor het eerst geldig gepubliceerd in 1841 door Müller & Henle.